# Ꝇ
La Ꝇ (ꝇ minúscula), llamada ele rota, es una letra del alfabeto latino adicional utilizada en nórdico antiguo durante la Edad Media y representa una consonante frictiva lateral alveolar de voz larga / lː /. Está formado por una L partida en dos con su parte superior desplazada a la izquierda y su parte inferior desplazada a la derecha.

## Uso
La l rota se uso en nórdico antiguo en el manuscrito Codex Regius (Gks 2365 4.º), por ejemplo en la palabra ſtiꝇi (stillir , "líder") en la línea 16 del folio 42.
Henry Salesbury la usó en una gramática galesa de 1593.

## Codificación
La l rota se puede representar con los siguientes caracteres Unicode (tabla D latina extendida desde Unicode 5.1.0 de 2008):
| Forma     | Representaciones | Puntos de código | Descripción                   |
| --------- | ---------------- | ---------------- | ----------------------------- |
| Mayúscula | Ꝇ                | U+A746           | letra mayúscula latina l rota |
| Minúscula | ꝇ                | U+A747           | letra minúscula latina l rota |

## bibliografía
- GKS 2365 4.º (en nórdico antiguo). 1260-1280.
- Stofnun Árna Magnússonar á Íslandi, ed. (2004). Lemmatized index to the Icelandic Homily Book : Perg. 15 4 in the Royal Library, Stockholm (en inglés). Reykjavík. ISBN 978-9979-819-87-5.
- Proposal to add medievalist characters to the UCS (en inglés). 30 de enero de 2006. Everson2006.
- Lögberg, ed. (2001). Konungsbók Eddukvæða : Codex Regius : Stofnun Árna Magnússonar á Íslandi, Gl. Kgl. Sml. 2365 4.º (en islandés). Reykjavík. ISBN 978-9979-3-2161-3.
- Grammatica Britannica in usum ejus linguæ studiosorum succintâ methodo & perspicuitate facili conscripta (en latín). 1593.